# God of Gamblers
God of Gamblers (Dǔshén) è un film del 1989 diretto da Wong Jing.

## Trama
Do San è un giocatore professionista capace di strabilianti giochi con i dadi e le carte. Dopo una grave lesione rimane invalido ma rimane un infallibile giocatore d’azzardo.

## Sequel, spin-off e parodie
- God of Gamblers (1989)
- God of Gamblers II (1991)
- God of Gamblers III: Back To Shanghai (1991)
- Azzardo mortale (Du shen xu ji), regia di Wong Jing (1994)
- God of Gamblers 3: The Early Stage (1996)